# Concepción, Bolivia

Concepción

Concepción är huvudstaden i den bolivianska provinsen Ñuflo de Chávez  i departementet Santa Cruz.

## Världsarv
Staden är känd som en del av Jesuit Missions av Chiquitos som deklareras under 1990 ett världsarv.